# Hasbeya
Hasbeya is een stad in het zuiden van Libanon. Hasbeya is de hoofdstad van het gelijknamige district Hasbeya in het gouvernement Nabatiye. De stad zelf heeft circa 7200 inwoners.

## Trivia
- De moeder van componist, zanger en acteur Farid al-Atrash en zijn jongere zus zangeres Asmahan kwam uit Hasbeya.